# Max Wozniak
Max Wozniak (geboren 22. September 1926 in Köln; gestorben 7. Juli 2023 in Los Angeles) war ein polnisch-amerikanischer jüdischer Fußballtrainer und Fußballtorhüter. 1973 war er kurzzeitig Trainer der US-Nationalmannschaft und gewann als Trainer von Maccabee SC (Los Angeles) den Fußballpokal der USA.

## Frühes Leben
Wozniak wurde als Sohn polnischstämmiger jüdischer Eltern in Köln geboren und wuchs bis zur 7. Klasse dort auf. 1935 begann er als Neunjähriger beim – 1933 gegründeten – S.C. Hakoah Köln mit dem Fußballspielen. Die Familie wurde nach Polen deportiert. Nach dem deutschen Überfall auf Polen befand sie sich im von deutschen Truppen besetzten Bereich, nach ca. sechs Wochen wechselte die Besatzungsmacht gemäß dem Hitler-Stalin-Pakt an die UdSSR. Während des Zweiten Weltkriegs lebte er im russischen Magnitogorsk, zuerst bis 1942 als Schüler, bis 1946 als Arbeiter in der Rüstungsindustrie. Danach kehrte er nach Polen zurück, wo er unter anderem als Buchhalter für ein Kohlebergwerk arbeitete.

## Torhüter
Nach seiner Rückkehr nach Polen begann er wieder Fußball zu spielen, zuerst beim Żydowski Klub Sportowy, dessen Team komplett aus Flüchtlingen und KZ-Überlebenden bestand. 1956 migrierte er nach Israel, wo er für Hapoel Kfar Saba spielte. 1959 wurde er in die Auswahlmannschaft der israelweiten HaPoel-Vereinigung gewählt.

## Trainer
1960/1961 ließ sich Wozniak in Deutschland zum Trainer ausbilden; er nahm erfolgreich am 7. Lehrgang der Akademie des DFB in Köln zum Fußballlehrer teil. Zuerst als Trainer in Deutschland tätig, ging er in der Folge als Trainer von Hapoel Herzlia zurück nach Israel, bevor er 1965 in die USA auswanderte; er ließ sich in Los Angels nieder. In den USA verpflichtete Dan Tana Wozniak 1967 als Trainer für seine neue Fußballfranchise – das erste Profifußballteam von LA – Los Angeles Toros in der National Professional Soccer League. Er kam dort wegen großen Verletzungspechs zu einem letzten Profi-Torhüter-Einsatz. Nach dem Ende der Toros in LA 1968 blieb er als Trainer in LA, unter anderem der Mannschaft der UCLA und der Hollywood Stars, ab 1972 des Maccabee SC, den er 1973 zum US-Pokalsieg führte, wodurch er im US-Fußball an Renommee gewann, so dass er 1973 nach der gescheiterten Qualifikation zur WM 1974 zum US-Nationaltrainer für eine Tournee durch Europa berufen wurde. Auf dieser Tour mit zwei A-Länderspielen gegen die Bermudas (0:4) und Polen (0:4), sowie fünf weiteren Spielen gegen italienische Clubteams, B- und U-Nationalmannschaften gelang neben vier weiteren Niederlagen (Polen-B 1:2, Deutsche U-23 1:5, Belgien-B 0:6, Lazio Rom 0:7) nur gegen den italienischen Drittligisten US Massese ein 1:1-Unentschieden bei sechs Niederlagen und insgesamt 3:29 Toren. Wozniak wurde umgehend durch seinen Assistenztrainer Gene Chyzowych ersetzt.
Mit Maccabee SC wurde er aber 1974 Meister der Liga des Großraums LA und coachte zudem 1975–76 den Blue Star Torrance Soccer Club (Meister 1976) sowie 1977–1978 die Los Angeles Skyhawks der American Soccer League (II).

## Ehrungen
1993 wurde er in die Southern California Jewish Sports Hall of Fame aufgenommen.